# Mahamat Nouri
General Mahamat Nouri (* 1947 in Faya-Largeau) ist ein Rebellenführer im Tschad und derzeit Kommandeur der Union des forces pour la démocratie et le développement (UFDD).
Nouri war lange Zeit ein enger Verbündeter von Hissène Habré und nach 1990 von Präsident Idriss Déby. Zwischen 1978 und 2004 hatte er mehrere Ministerposten inne. Seine letzte offizielle Position vor dem Wechsel ins Rebellenlager war die des Botschafters in Saudi-Arabien im Jahre 2006.
Nouri gehört den Tubu vom Clan der Anakaza an, wie auch Präsident Hissène Habré.

## Nachweise
1. ↑  Ngansop, Guy Jeremie: Tchad, vingt d'ans de crise. L’Harmattan, 1986, ISBN 2-85802-687-4, S. 186.
2. ↑  Chad: Sudan targets Central Africa. In: Africa Confidential. 47. Jahrgang, Nr. 24, Dezember 2006, S. 1–12.

| Personendaten    | Personendaten                             |
| ---------------- | ----------------------------------------- |
| NAME             | Nouri, Mahamat                            |
| KURZBESCHREIBUNG | tschadischer Politiker und Rebellenführer |
| GEBURTSDATUM     | 1947                                      |
| GEBURTSORT       | Faya-Largeau                              |